# Jurij Dalmatin
Jurij Dalmatin (ur. ok. 1547 w Kršku, zm. 31 sierpnia 1589 w Lublanie) – słoweński protestancki teolog i pisarz.

## Życiorys
Przypuszcza się, że jego przodkowie przeprowadzili się z Dalmacji lub przez Dalmację. Jurij sam się podpisywał jako Dalmatin, niektórzy (w tym Primož Trubar) zapisywali jego nazwisko jako Dalmata. Pochodził z biednej rodziny, dlatego jego rodzice nie mogli wspierać jego edukacji finansowo. Do 18. roku życia uczył się w domu, w Krškem, a jego nauczycielem był Adam Bohorič. Bohorič wychował Dalmatina w duchu protestantyzmu. W latach 1565–1566 studiował na niższej łacińskiej szkole w Wirtembergii. Od roku 1566 do 1572 studiował w Tübingen, gdzie studiował także filozofię i protestancką teologię. Do Lublany powrócił w roku 1572. Jako duchowny protestancki służył m.in. w Niemczech, w Begunje i Lublanie.

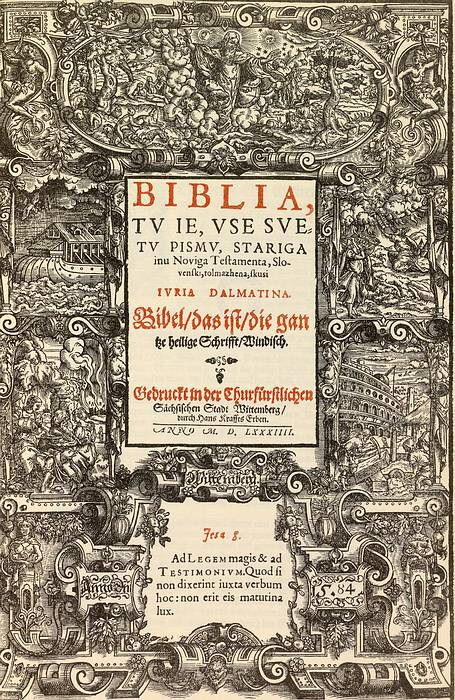
Biblia Dalmatina (1584)

W październiku 1580 roku, z powodu druku własnego przekładu Biblii, przebywał w Gradcu i Celovcu. Dalmatin jako pierwszy przełożył całość Pisma Świętego na język słoweński. Wydane zostało ono w roku 1583 w Wittenberdze w Saksonii pod pełnym tytułem Biblija, tu je vse vetu pismu stariga inu noviga testamenta, slovenski tolmačena skuzi Jurija Dalmatina. Przekładem całego Pisma Świętego znacząco wpłynął na rozwój słoweńskiego języka literackiego. Dla Słoweńców było to ważne wydarzenie językowe i kulturowe, gdyż tym samym stali się jednym z kulturowo rozwiniętych narodów europejskich. Proces przekładu trwał 10 lat i odbywał się bez użycia słowników i innych książek językowych. Dalmatin znał hebrajski i grecki, ale korzystał też z przekładu autorstwa Marcina Lutra. Biblię protestanci przemycali do kraju w beczkach i rozpowszechniali ją po Krainie, Styrii i Karyntii przez około 2 lata. Duchowni kościoła katolickiego mogli korzystać z przekładu Dalmatina za specjalnym pozwoleniem, gdyż katolickiego przekładu Biblii jeszcze nie posiadali.
Števan Küzmič korzystał z Dalmatinowej Biblii w trakcie tłumaczenia Nowego Testamentu (Nouvi Zákon) na dialekt prekmurski. Küzmič wymienia w niej Dalmatina jako Dalmatin Jüri. Do ukazania się przekładu Antonína Chráski przekład Jurija Dalmatina był jedynym protestanckim przekładem Biblii na język słoweński.

## Dzieła
- Ta celi catehismus, eni psalmi, inu tih vegshih gody, stare inu nove kerszhanske peisni (1579)
- Biblija, tu je vse svetu pismu stariga inu noviga testamenta, slovenski tolmačena skuzi Jurija Dalmatina (Wittenberga 1584)
- Ta kratki wittenberski katekizmus (1585)
- Agenda (1589)